# ناتاليا ديير
ناتاليا ديير (بالإنجليزية: Natalia Dyer) (ولدت في 13 يناير 1995 -) هي ممثلة أمريكية معروفة بدور نانسي ويلر في سلسلة الخيال العلمي من نيتفليكس أشياء غريبة.

## حياتها الشخصية
ديير هي طالبة في جامعة نيويورك.

## الأعمال
| الأفلام والمسلسلات | الأفلام والمسلسلات            | الأفلام والمسلسلات | الأفلام والمسلسلات |
| السنة              | العنوان                       | الدور              | ملاحظات            |
| ------------------ | ----------------------------- | ------------------ | ------------------ |
| 2009               | هانا مونتانا                  | كلاريسا جرانجر     |                    |
| 2010               | Too Sunny for Santa           | Janie              |                    |
| 2011               | The Greening of Whitney Brown | ليلي               |                    |
| 2012               | Blue Like Jazz                | غريس               |                    |
| 2014               | I Believe in Unicorns         | Davina             |                    |
| 2014               | The City at Night             | Adeline            |                    |
| 2015               | Till Dark                     | لوسي               |                    |
| 2016               | Long Nights Short Mornings    | ماري               |                    |
| 2016–حتى الآن      | أشياء غريبة                   | نانسي ويلر         |                    |
| 2016               | Don't Let Me Go               | Banshee            |                    |
| 2017               | Yes, God, Yes                 | أليس               | فيلم قصير          |
| 2017               | After Darkness                | كلارا بيتي         |                    |
| 2018               | Mountain Rest                 | كلارا              |                    |

## وصلات خارجية
- ناتاليا ديير على موقع IMDb (الإنجليزية)
- ناتاليا ديير على موقع ميتاكريتيك (الإنجليزية)
- ناتاليا ديير على موقع روتن توميتوز (الإنجليزية)
- ناتاليا ديير على موقع ألو سيني (الفرنسية)
- ناتاليا ديير على موقع تيرنر كلاسيك موفيز (الإنجليزية)
- ناتاليا ديير على موقع أول موفي (الإنجليزية)
- ناتاليا ديير على موقع قاعدة بيانات الأفلام السويدية (السويدية)
- ناتاليا ديير على موقع قاعدة بيانات الفيلم (الإنجليزية)
- ناتاليا ديير على موقع كينوبويسك (الروسية)